# Athetis sobria
Athetis sobria là một loài bướm đêm trong họ Noctuidae.